# Sidney Howard
Sidney Howard (Oakland, California, 26 de junio de 1891-Tyringham, Massachusetts, 23 de agosto de 1939) fue un dramaturgo y guionista estadounidense. Recibió el Premio Pulitzer de Teatro en 1925 y un Óscar al mejor guion adaptado póstumo por Lo que el viento se llevó.

## Biografía
Sidney Coe Howard nació en Oakland (California), hijo de Helen Louise (nacida Coe) y John Lawrence Howard. Se graduó en la Universidad de California en Berkeley en 1915 e ingresó en la Universidad Harvard para estudiar dramaturgia con George Pierce Baker en su legendario «47 workshop», donde coincidió con otros alumnos como Eugene O'Neill, Thomas Wolfe, Philip Barry, S. N. Behrman, este último con el Howard entabló amistad. Junto con otros alumnos del profesor A. Piatt Andrew en Harvard, Howard ingresó como voluntario en el American Field Service, sirviendo en Francia y los Balcanes durante la Primera Guerra Mundial. Después de la guerra aprovechó su dominio de lenguas extranjeras y tradujo una serie de obras literarias del francés, español, húngaro y alemán. Intelectual liberal cuya política se orientó progresivamente más hacia la izquierda a lo largo de los años, también escribió artículos sobre temas laborales para The New Republic y colaboró como redactor literario en la primera etapa de la revista Life.
En 1921 estrenó su primera obra en Broadway, Swords, un drama neorromántico en verso ambientado en la época de Dante, que no tuvo buena acogida de público y crítica. Fue con su romance realista They Knew What They Wanted, estrenado tres años más tarde, donde ganó su reputación como escritor; esta historia de un italiano de mediana edad dueño de un viñedo que enamora a una joven por correspondencia dándole una falsa imagen de sí mismo, se casa con ella y luego la perdona cuando se queda embarazada de uno de sus empleados, fue elogiada por su visión no melodramática del adulterio y por la personalidad tolerante de sus personajes. El crítico de teatro Brooks Atkinson lo calificó como «un drama tierno, original y compasivo». La obra ganó el Premio Pulitzer de 1925 en el apartado Drama, fue adaptado tres veces al cine (1928, 1930 y 1940) y más tarde se convirtió en un musical de Broadway, The Most Happy Fella.
La carrera de Howard fue todo menos consistente. Por cada obra de éxito que escribió, vio varios fracasos. Lo que lo salvó fue que era un escritor notablemente prolífico. Lucky Sam McCarver, su siguiente obra, fue un retrato realista del matrimonio del dueño de un bar clandestino de Nueva York en ascenso con una vividora autodestructiva en decadencia. No logró atraer al público, aunque se ganó la admiración de algunos críticos. Con The Silver Cord tuvo un gran éxito; es un drama sobre una madre que está patológicamente apegada a sus hijos y se empeña en socavar sus romances, estuvo protagonizado por Pauline Lord y fue una de las obras más comentadas de la temporada 1926-1927 de Broadway; fue llevada al cine en 1933, protagonizada por Irene Dunne y Joel McCrea.
Hacia 1930 era «una de las figuras más apuestas de Broadway», un prolífico escritor y miembro fundador, junto con Maxwell Anderson, S. N. Behrman, Elmer Rice y Robert Sherwood, de la  Playwrights' Producing Company. Escribió o adaptó más de setenta obras, era un consumado profesional del teatro y dirigió y produjo varias obras.
En 1922 se había casado con la actriz Clare Eames (1896-1930), quien había desempeñado el papel de protagonista femenina en Swords, Más tarde protagonizó las obras de Howard Lucky Sam McCarver (1925), Ned McCobb's Daughter (1926) en Broadway y The Silver Cord en Londres (1927). Tuvieron una hija, Jennifer Howard, que también sería actriz. La pareja se separó en 1927, y la indignación de Howard por la desintegración de su matrimonio se refleja en su amarga sátira del matrimonio moderno, Half Gods (1929). Tras la temprana muerte de Eames en 1930, Howard se casó en 1931 con Leopoldine (Polly) Damrosch, hija del compositor Walter Johannes Damrosch, con quien tuvo tres hijos.
Admirador del a su entender subestimado realismo del dramaturgo francés Charles Vildrac, Howard adaptó dos de sus obras al inglés, bajo los títulos S. S. Tenacity (1929) y Michael Auclair (1932). Uno de sus mayores éxitos en Broadway fue una adaptación de una comedia francesa de René Fauchois El difunto Christopher Bean. Yellow Jack, un drama histórico sobre la guerra contra la fiebre amarilla, fue elogiado por su propósito altruista y por su innovadora puesta en escena cuando se estrenó en 1934.
Contratado por Samuel Goldwyn, trabajó en Hollywood en para la Metro-Goldwyn-Mayer y escribió varios guiones de éxito. A pesar de sus conocidas simpatías políticas izquierdistas (apoyó a William Foster, el candidato del Partido Comunista a la presidencia estadounidense en 1932), se convirtió en un astuto insider de Hollywood. En 1932 fue nominado al Óscar por Arrowsmith, su adaptación de la novela de Sinclair Lewis El doctor Arrowsmith, y de nuevo en 1936 por Dodsworth, adaptación al cine de su obra teatral del mismo título de 1934, basada también en una novela de Lewis. También escribió un guion para el libro de carácter más político de Lewis, la novela antifascista It Can't Happen Here, pero que no llegó a estrenarse. Sinclair Lewis era un gran admirador del trabajo teatral de Howard y estaba satisfecho con sus tres adaptaciones cinematográficas, y los dos hombres, de ideas políticas afines, se hicieron buenos amigos.
En 1935 escribió la adaptación teatral para Broadway de la novela de Humphrey Cobb Paths of Glory; con sus despiadadas descripciones de la brutalidad del campo de batalla, la obra no tuvo en taquilla, pero como veterano de la Primera Guerra Mundial, Howard consideró necesario mostrar los horrores de los conflictos armados. Convencido de que la novela debería ser llevada a la gran pantalla algún día, escribió: «Creo que nuestra industria cinematográfica debería considerar una sagrada obligación hacer la película». La versión cinematográfica de la novela, dirigida por Stanley Kubrick, no apareció hasta 1957. El guion de Howard para Lo que el viento se llevó se hizo eco de Paths of Glory con una resuelta mirada sobre el precio de la guerra.
Tras dos nominaciones a los Óscar y el éxito en Broadway de Dodsworth, Howard estaba en la cima de su fama a finales de 1930. Apareció en la portada de la revista Time el 7 de junio de 1937 y en 1939 recibió a título póstumo el Óscar al mejor guion adaptado por su guion para Lo que el viento se llevó. Fue la primera vez que un candidato ya fallecido ganaba un Óscar.
Howard murió en el verano de 1939, a la temprana edad de 48 años, en un accidente mientras trabajaba en su pequeña granja en Tyringham, Massachusetts. Amante de la tranquila vida rural, pasaba en su granja tanto tiempo como le era posible cuando no estaba en Nueva York o Hollywood. Murió aplastado en el garaje por su tractor de dos toneladas y media; había activado el interruptor de encendido y estaba poniendo en marcha el motor para arrancarlo cuando abalanzó hacia adelante, aplastándolo contra la pared del garaje. «Su muerte fue una desgracia en Broadway», «Broadway y la Playwrights' Company perdieron una de sus personas más admirables ... en plena carrera activa y llena de ideas para más obras de teatro» escribió Atkinson. En su historia de 2007 sobre dramaturgos de Broadway, Ethan Mordden escribió: «Cuando encontró su oficio, Howard sobresalió en provocadoras historias estadounidenses sobre personas carismáticas pero un poco desagradables. Parecía disfrutar probando a su público; o tal vez simplemente veía al mundo lleno de granujas...»
Cuando acaeció su muerte, estaba trabajando en una dramatización de la biografía de Benjamin Franklin escrita por Carl van Doren. Está enterrado en el cementerio de Tyringham.

## Legado
Poco después de su muerte, sus colegas de la Playwrights Company crearon en su honor el Sidney Howard Memorial Award. El premio, por importe de 1500 dólares, se concedía a jóvenes dramaturgo sin éxitos notables que se mostrara prometedor en una producción de Nueva York; La primera edición del premio, en 1940, fue concedido a Robert Ardrey en reconocimiento a su obra Thunder Rock. en 1945 lo recibió Tennessee Williams.
En 1950 la hija de Howard, Jennifer (1925-1993) se casó con Samuel Goldwyn, Jr. con quien tuvo cuatro hijos, entre ellos el ejecutivo Francis Goldwyn, el actor Tony Goldwyn y el ejecutivo del estudio John Goldwyn.
Howard fue incluido en el Salón de la Fama del Teatro Estadounidense en 1981.

## Selección de obras
- Swords (1921)
- They Knew What They Wanted (1924)
- Lucky Sam Carver (1925)
- Ned McCobb's Daughter (1926)
- The Silver Cord (1926)
- Half Gods (1929)
- S.S. Tenacity (1929): adaptación
- Marseilles (1930)
- Arrowsmith (1931): adaptación
- Michel Auclair (1932): adaptación
- Yellow Jack (1934)
- Dodsworth (1934)
- Ode to Liberty (1934)
- Paths of Glory (1935): adaptación
- The Ghost of Yankee Doodle (1937)
- Lo que el viento se llevó (Gone with the Wind, 1939) (premio Óscar póstumo por el mejor guion adaptado)

## Premios y distinciones
Premios Óscar
| Año  | Categoría        | Película                  | Resultado |
| ---- | ---------------- | ------------------------- | --------- |
| 1933 | Mejor adaptación | El doctor Arrowsmith      | Nominado  |
| 1937 | Mejor guion      | Desengaño                 | Nominado  |
| 1940 | Mejor guion      | Lo que el viento se llevó | Ganador   |